# 蒙自道
蒙自道，中华民国初期设置的道。
1914年6月臨開廣道改置蒙自道，治蒙自县（今云南省蒙自市）。属云南省。辖阿邦、慢车、亏容、思陀、瓦渣、落恐、左能七土司；纳楼、溪处二土舍；猛弄、猛喇、宗哈、瓦遮、五亩、多依树、马龙、陆呼、斗岩、五邦、阿土、水塘、者米、茨通坝等掌寨。辖区约当今云南峨山县、石屏县、红河县、绿春县以东，通海县、华宁县、弥勒县、泸西县、师宗县以南地区。1929年废。